# 모스크바 보충 협약
모스크바 보충 협약은, 1968년 프라하의 봄이 바르샤바 조약군에 의해 저지된 후 체코슬로바키아 지도자등이 모스크바에서 서명한 협약이다.
협상은 1968년 8월 23부터 26일까지 이뤄졌으며, 주요 서명자로는 알렉산데르 둡체크 총리 올드리치 체르니 등이 있다.
이 협약에는 체코슬로바키아의 사회주의를 보호하고, 브라티슬라바 선언의 약속에 따라 행동하고, 14차 당 대회와 그 결의를 비난하고, 비판적인 체코슬로바키아 언론을 제지하고, 동부 지역에 대한 어떠한 간섭도 거부하겠다는 약속이 포함되어 있었다.

## 같이 보기
- 러시아
- 모스크바
- 체코슬로바키아
- 프라하의 봄
- 바르샤바 조약